# درقلب شما هستیم
درقلب شما هستیم (هندی: हम आपके दिल में रहते हैं، انگلیسی: Hum Aapke Dil Mein Rehte Hain) فیلمی است محصول سال ۱۹۹۹ و به کارگردانی ساتیش کایشیک است. در این فیلم بازیگرانی همچون آنیل کاپور، کاجول، انوپم کهیر، شاکتی کاپور، پارمیت ستهی، ساتیش کایشیک، جانی لور، گریسی سینگ، کومار سانو، انورادا پودوال ایفای نقش کرده‌اند.